# Italiaans voetbalelftal in 2011
Het Italiaans voetbalelftal speelde twaalf interlands in het jaar 2011, waaronder zes duels in de kwalificatiereeks voor het EK voetbal 2012 in Polen en Oekraïne. De selectie stond onder leiding van bondscoach Cesare Prandelli, de opvolger van de medio 2010 opgestapte Marcello Lippi. Op de in 1993 geïntroduceerde FIFA-wereldranglijst steeg Italië in 2011 van de veertiende (januari 2011) naar de negende plaats (december 2011).

## Balans
| Wedstrijden | Wedstrijden | Wedstrijden | Wedstrijden | Doelpunten | Doelpunten | Doelpunten | Punten |
| Gespeeld    | Winst       | Gelijk      | Verlies     | Voor       | Tegen      | Saldo      | Punten |
| ----------- | ----------- | ----------- | ----------- | ---------- | ---------- | ---------- | ------ |
| 12          | 8           | 2           | 2           | 17         | 16         | +11        | 1.500  |

## Interlands
|                                                                 |                    |       |                    |                                                                                       |
| 9 februari Vriendschappelijk № 712 «onderlinge duels» 20:45 uur | Duitsland          | 1 – 1 | Italië             | Signal Iduna Park, Dortmund Toeschouwers: 60.196 Scheidsrechter: Eric Braamhaar (NED) |
| 9 februari Vriendschappelijk № 712 «onderlinge duels» 20:45 uur | Miroslav Klose 16' |       | 81' Giuseppe Rossi | Signal Iduna Park, Dortmund Toeschouwers: 60.196 Scheidsrechter: Eric Braamhaar (NED) |

|                                                             |          |                  |        |                                                                                   |
| 25 maart EK-kwalificatie № 713 «onderlinge duels» 19:45 uur | Slovenië | 0 – 1            | Italië | Stožice Stadion, Ljubljana Toeschouwers: 16.000 Scheidsrechter: Felix Brych (GER) |
| 25 maart EK-kwalificatie № 713 «onderlinge duels» 19:45 uur |          | 73' Thiago Motta |        | Stožice Stadion, Ljubljana Toeschouwers: 16.000 Scheidsrechter: Felix Brych (GER) |

|                                                               |          |                                         |        |                                                                                             |
| 29 maart Vriendschappelijk № 714 «onderlinge duels» 20:45 uur | Oekraïne | 0 – 2                                   | Italië | Valeri Lobanovsky Stadion, Kiev Toeschouwers: 18.000 Scheidsrechter: Aleksey Nikolaev (RUS) |
| 29 maart Vriendschappelijk № 714 «onderlinge duels» 20:45 uur |          | 27' Giuseppe Rossi 81' Alessandro Matri |        | Valeri Lobanovsky Stadion, Kiev Toeschouwers: 18.000 Scheidsrechter: Aleksey Nikolaev (RUS) |

|                                                           |                                                              |       |         |                                                                                           |
| 3 juni EK-kwalificatie № 715 «onderlinge duels» 19:45 uur | Italië                                                       | 3 – 0 | Estland | Stadio Alberto Braglia, Modena Toeschouwers: 21.151 Scheidsrechter: Alexandru Tudor (ROM) |
| 3 juni EK-kwalificatie № 715 «onderlinge duels» 19:45 uur | Giuseppe Rossi 21' Antonio Cassano 39' Giampaolo Pazzini 68' |       |         | Stadio Alberto Braglia, Modena Toeschouwers: 21.151 Scheidsrechter: Alexandru Tudor (ROM) |

|                                                             |        |                                 |         |                                                                                        |
| 7 juni Vriendschappelijk № 716 «onderlinge duels» 19:45 uur | Italië | 0 – 2                           | Ierland | Stade Maurice Dufrasne, Luik Toeschouwers: 20.000 Scheidsrechter: Serge Gumienny (BEL) |
| 7 juni Vriendschappelijk № 716 «onderlinge duels» 19:45 uur |        | 36' Keith Andrews 89' Simon Cox |         | Stade Maurice Dufrasne, Luik Toeschouwers: 20.000 Scheidsrechter: Serge Gumienny (BEL) |

|                                                                  |                                             |       |                        |                                                                                |
| 10 augustus Vriendschappelijk № 717 «onderlinge duels» 20:45 uur | Italië                                      | 2 – 1 | Spanje                 | Stadio San Nicola, Bari Toeschouwers: 50.000 Scheidsrechter: Felix Brych (GER) |
| 10 augustus Vriendschappelijk № 717 «onderlinge duels» 20:45 uur | Riccardo Montolivo 11' Alberto Aquilani 83' |       | 37' (pen.) Xabi Alonso | Stadio San Nicola, Bari Toeschouwers: 50.000 Scheidsrechter: Felix Brych (GER) |

|                                                                |         |                     |        |                                                                             |
| 2 september EK-kwalificatie № 718 «onderlinge duels» 19:45 uur | Faeröer | 0 – 1               | Italië | Tórsvøllur, Tórshavn Toeschouwers: 5.654 Scheidsrechter: Tamas Bognar (HUN) |
| 2 september EK-kwalificatie № 718 «onderlinge duels» 19:45 uur |         | 11' Antonio Cassano |        | Tórsvøllur, Tórshavn Toeschouwers: 5.654 Scheidsrechter: Tamas Bognar (HUN) |

|                                                                |                       |       |          |                                                                                      |
| 6 september EK-kwalificatie № 719 «onderlinge duels» 19:45 uur | Italië                | 1 – 0 | Slovenië | Stadio Artemio Franchi, Firenze Toeschouwers: 8.000 Scheidsrechter: Svein Moen (NOR) |
| 6 september EK-kwalificatie № 719 «onderlinge duels» 19:45 uur | Giampaolo Pazzini 85' |       |          | Stadio Artemio Franchi, Firenze Toeschouwers: 8.000 Scheidsrechter: Svein Moen (NOR) |

|                                                              |                        |       |                      |                                                                                    |
| 7 oktober EK-kwalificatie № 720 «onderlinge duels» 20:45 uur | Servië                 | 1 – 1 | Italië               | Crvena Zvezda, Belgrado Toeschouwers: – 30.000 Scheidsrechter: Pedro Proença (POR) |
| 7 oktober EK-kwalificatie № 720 «onderlinge duels» 20:45 uur | Branislav Ivanović 26' |       | 2' Claudio Marchisio | Crvena Zvezda, Belgrado Toeschouwers: – 30.000 Scheidsrechter: Pedro Proença (POR) |

|                                                               |                                                                   |       |               |                                                                                    |
| 11 oktober EK-kwalificatie № 721 «onderlinge duels» 19:45 uur | Italië                                                            | 3 – 0 | Noord-Ierland | Stadio Adriatico, Pescara Toeschouwers: 19.480 Scheidsrechter: Antonio Mateu (ESP) |
| 11 oktober EK-kwalificatie № 721 «onderlinge duels» 19:45 uur | Antonio Cassano 21' Antonio Cassano 53' Gareth McAuley 74' (e.d.) |       |               | Stadio Adriatico, Pescara Toeschouwers: 19.480 Scheidsrechter: Antonio Mateu (ESP) |

|                                                                  |       |                                           |        |                                                                                     |
| 11 november Vriendschappelijk № 722 «onderlinge duels» 19:45 uur | Polen | 0 – 2                                     | Italië | Stadion Miejski, Wrocław Toeschouwers: 42.771 Scheidsrechter: Laurent Duhamel (FRA) |
| 11 november Vriendschappelijk № 722 «onderlinge duels» 19:45 uur |       | 30' Mario Balotelli 60' Giampaolo Pazzini |        | Stadion Miejski, Wrocław Toeschouwers: 42.771 Scheidsrechter: Laurent Duhamel (FRA) |

|                                                                  |        |                        |         |                                                                               |
| 15 november Vriendschappelijk № 723 «onderlinge duels» 19:45 uur | Italië | 0 – 1                  | Uruguay | Stadio Olimpico, Rome Toeschouwers: 33.000 Scheidsrechter: Duarte Gomes (POR) |
| 15 november Vriendschappelijk № 723 «onderlinge duels» 19:45 uur |        | 3' Sebastián Fernández |         | Stadio Olimpico, Rome Toeschouwers: 33.000 Scheidsrechter: Duarte Gomes (POR) |

## FIFA-wereldranglijst
| JAN | FEB | MAR | APR | MEI | JUN | JUL | AUG | SEP | OKT | NOV | DEC |
| --- | --- | --- | --- | --- | --- | --- | --- | --- | --- | --- | --- |
| 14  | 13  | 11  | 9   | 9   | 6   | 8   | 7   | 6   | 6   | 9   | 9   |

## Statistieken
| Gianluigi Buffon     | 1978-01-28 | Juventus              | 10 | 0 | 0 | 112 | 0 |
| Emiliano Viviano     | 1985-12-01 | US Palermo            | 2  | 0 | 0 |     |   |
| Morgan De Sanctis    | 1977-03-26 | SSC Napoli            | 0  | 1 | 0 |     |   |
| Verdediging          |            |                       |    |   |   |     |   |
| Giorgio Chiellini    | 1984-08-14 | Juventus              | 12 | 0 | 0 |     |   |
| Christian Maggio     | 1982-02-11 | SSC Napoli            | 7  | 1 | 0 |     |   |
| Andrea Ranocchia     | 1988-02-16 | Internazionale        | 7  | 0 | 0 |     |   |
| Federico Balzaretti  | 1981-12-06 | US Palermo            | 5  | 1 | 0 |     |   |
| Domenico Criscito    | 1986-12-30 | Zenit Sint-Petersburg | 5  | 1 | 0 |     |   |
| Mattia Cassani       | 1983-08-26 | AC Fiorentina         | 4  | 0 | 0 |     |   |
| Leonardo Bonucci     | 1987-05-01 | Juventus              | 3  | 2 | 0 | 13  | 2 |
| Andrea Barzagli      | 1981-05-08 | Juventus              | 2  | 0 | 0 |     |   |
| Ignazio Abate        | 1986-11-12 | AC Milan              | 1  | 0 | 0 |     |   |
| Alessandro Gamberini | 1981-08-27 | AC Fiorentina         | 1  | 0 | 0 |     |   |
| Daniele Gastaldello  | 1983-06-25 | Sampdoria             | 1  | 0 | 0 |     |   |
| Davide Astori        | 1987-01-07 | Cagliari              | 0  | 1 | 0 |     |   |
| Angelo Ogbonna       | 1988-05-23 | Torino                | 0  | 1 | 0 |     |   |
| Davide Santon        | 1991-01-02 | Newcastle United      | 0  | 1 | 0 |     |   |
| Middenveld           |            |                       |    |   |   |     |   |
| Riccardo Montolivo   | 1985-01-18 | AC Fiorentina         | 12 | 0 | 1 |     |   |
| Andrea Pirlo         | 1979-05-19 | Juventus              | 9  | 0 | 0 |     |   |
| Daniele De Rossi     | 1983-07-24 | AS Roma               | 8  | 0 | 0 |     |   |
| Claudio Marchisio    | 1986-01-19 | Juventus              | 6  | 3 | 1 |     |   |
| Thiago Motta         | 1982-08-28 | Paris Saint-Germain   | 5  | 1 | 1 |     |   |
| Alberto Aquilani     | 1984-07-07 | AC Milan              | 4  | 5 | 1 |     |   |
| Antonio Nocerino     | 1985-04-09 | AC Milan              | 2  | 6 | 0 |     |   |
| Stefano Mauri        | 1980-01-08 | Lazio Roma            | 2  | 0 | 0 |     |   |
| Angelo Palombo       | 1981-09-25 | Internazionale        | 0  | 1 | 0 |     |   |
| Marco Parolo         | 1985-01-25 | AC Cesena             | 0  | 1 | 0 |     |   |
| Aanval               |            |                       |    |   |   |     |   |
| Antonio Cassano      | 1982-07-12 | AC Milan              | 8  | 0 | 4 |     |   |
| Alberto Gilardino    | 1982-07-05 | AC Fiorentina         | 4  | 2 | 1 |     |   |
| Giuseppe Rossi       | 1987-02-01 | Villarreal CF         | 7  | 2 | 3 |     |   |
| Giampaolo Pazzini    | 1984-08-02 | Internazionale        | 4  | 5 | 3 |     |   |
| Mario Balotelli      | 1990-08-12 | Manchester City       | 2  | 3 | 1 |     |   |
| Sebastian Giovinco   | 1987-01-26 | Parma                 | 1  | 5 | 0 |     |   |
| Alberto Gilardino    | 1982-07-05 | Genoa CFC             | 1  | 1 | 0 |     |   |
| Pablo Osvaldo        | 1986-01-12 | AS Roma               | 1  | 1 | 0 |     |   |
| Alessandro Matri     | 1984-08-19 | Juventus              | 0  | 4 | 1 |     |   |
| Simone Pepe          | 1983-08-30 | Juventus              | 0  | 2 | 0 |     |   |
| Marco Borriello      | 1982-06-18 | Juventus              | 0  | 1 | 0 |     |   |